# Emmanuelle Charpentier
Emmanuelle Marie Charpentier (sinh ngày 11 tháng 12 năm 1968) là một giáo sư và nhà nghiên cứu người Pháp về vi sinh vật học, di truyền học và hóa sinh. Từ năm 2015, bà là Giám đốc tại Viện Sinh học Nhiễm trùng Max Planck ở Berlin, Đức. Năm 2018, bà thành lập một viện nghiên cứu độc lập, Đơn vị Max Planck cho Khoa học về Tác nhân gây bệnh. Năm 2020, Charpentier và Jennifer Doudna được trao giải Nobel Hóa học "vì sự phát triển của phương pháp chỉnh sửa bộ gen."

## Giáo dục
Sinh năm 1968 tại Juvisy-sur-Orge, Pháp, Charpentier theo học ngành hóa sinh, vi sinh và di truyền học tại Đại học Pierre và Marie Curie (ngày nay là Khoa Khoa học của Đại học Sorbonne) ở Paris. Bà là nghiên cứu sinh tại Viện Pasteur từ năm 1992 đến 1995, và được cấp bằng tiến sĩ nghiên cứu. Dự án tiến sĩ của Charpentier có nội dung nghiên cứu các cơ chế phân tử liên quan đến kháng lại kháng sinh.

## Sự nghiệp và nghiên cứu

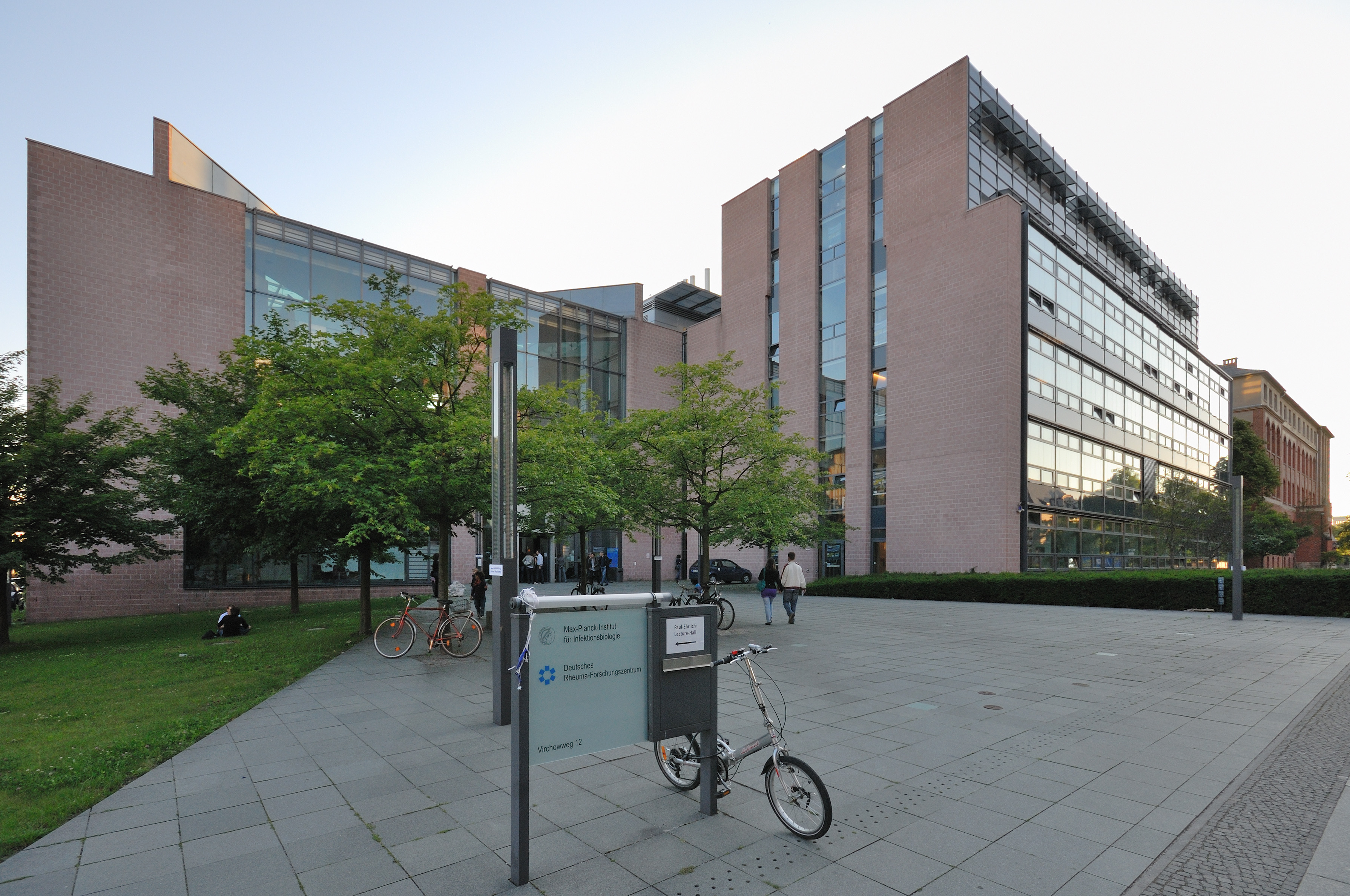
Viện Max Planck về Sinh học Nhiễm trùng ở Berlin, Đức

Charpentier từng là trợ giảng đại học tại Curie từ năm 1993 đến năm 1995 và là nghiên cứu sinh sau tiến sĩ tại Viện Pasteur từ năm 1995 đến năm 1996. Bà chuyển đến Mỹ và làm nghiên cứu sinh sau tiến sĩ tại Đại học Rockefeller ở New York từ năm 1996 đến năm 1997. Trong thời gian này, Charpentier làm việc trong phòng thí nghiệm của nhà vi sinh vật học Elaine Tuomanen. Phòng thí nghiệm của Tuomanen đã nghiên cứu cách vi khuẩn gây bệnh Streptococcus pneumoniae sử dụng các yếu tố di truyền di động để thay đổi bộ gen của nó. Charpentier cũng giúp chứng minh cách S. pneumoniae phát triển khả năng kháng vancomycin.
Bà làm trợ lý nghiên cứu khoa học tại Trung tâm y tế NYU Langone từ năm 1997 đến năm 1999. Ở đó, Charpentier làm việc trong phòng thí nghiệm của Pamela Cowin, một nhà sinh học tế bào da quan tâm đến thao tác gen của động vật có vú. Charpentier đã xuất bản một bài báo khám phá quy định của sự phát triển lông ở chuột. Bà đảm nhiệm vị trí Nghiên cứu viên tại Bệnh viện Nghiên cứu Trẻ em St. Jude và tại Viện Skirball về Y học phân tử sinh học ở New York từ năm 1999 đến năm 2002.
Sau 5 năm ở Hoa Kỳ, bà trở lại châu Âu và trở thành trưởng phòng thí nghiệm và là giáo sư khách mời tại Viện Vi sinh vật và Di truyền, Đại học Vienna từ năm 2002 đến năm 2004. Năm 2004, Charpentier đã công bố khám phá của mình về một phân tử RNA liên quan đến việc điều hòa tổng hợp yếu tố độc lực ở Streptococcus pyrogenes. Từ năm 2004 đến năm 2006, bà là trưởng phòng thí nghiệm và là phó giáo sư tại Khoa Vi sinh và Miễn dịch học. Năm 2006, Charpentier trở thành docent tư nhân (vi sinh vật học) và nhận được vị trí HDR tại Trung tâm Sinh học Phân tử. Từ năm 2006 đến năm 2009, bà là trưởng phòng thí nghiệm và Phó giáo sư tại Phòng thí nghiệm Max F. Perutz.
Charpentier chuyển đến Thụy Điển và trở thành trưởng phòng thí nghiệm kiêm phó giáo sư tại Phòng thí nghiệm Y học Nhiễm trùng Phân tử Thụy Điển (MIMS), tại Đại học Umeå. Bà đã giữ các vị trí này từ năm 2009 đến năm 2014 và được thăng chức làm Trưởng phòng thí nghiệm với tư cách là Giáo sư thỉnh giảng vào năm 2014. Bà chuyển đến Đức để làm trưởng khoa và là Giáo sư W3 tại Trung tâm Nghiên cứu Nhiễm trùng Helmholtz  ở Braunschweig và Trường Y Hannover từ năm 2013 đến năm 2015. Năm 2014, bà trở thành Giáo sư Alexander von Humboldt.
Năm 2015, Charpentier chấp nhận lời đề nghị từ Hiệp hội Max Planck của Đức để trở thành một thành viên khoa học của hiệp hội này và là giám đốc tại Viện Sinh học Nhiễm trùng Max Planck ở Berlin. Từ năm 2016, Emmanuelle là Giáo sư Danh dự tại Đại học Humboldt Berlin ở Berlin, và kể từ năm 2018, cô là Giám đốc Sáng lập và Quyền Giám đốc Đơn vị Max Planck về Khoa học Tác nhân gây bệnh. Charpentier vẫn giữ chức vụ Giáo sư thỉnh giảng tại Đại học Umeå cho đến cuối năm 2017, nơi một khoản tài trợ mới từ Kempe Foundations và Knut and Alice Wallenberg Foundation đã mang lại cho bà cơ hội để đưa nhiều vị trí nghiên cứu viên trẻ hơn vào trong các nhóm nghiên cứu của Phòng thí nghiệm MIMS.

## CRISPR/Cas9
Charpentier được biết đến nhiều nhất với vai trò giải mã cơ chế phân tử của hệ thống miễn dịch và tái định vị của vi khuẩn CRISPR/Cas9 thành một công cụ chỉnh sửa bộ gen. Đặc biệt, bà đã khám phá ra một cơ chế mới cho sự sinh trưởng của một RNA không mã hóa, nó đóng vai trò quan trọng trong chức năng của CRISPR/Cas9. Đặc biệt, Charpentier đã chứng minh rằng một RNA nhỏ được gọi là tracrRNA rất cần thiết cho sự trưởng thành của crRNA.
Năm 2011, Charpentier gặp Jennifer Doudna tại một hội nghị nghiên cứu và họ bắt đầu hợp tác. Cùng làm việc với phòng thí nghiệm của Jennifer Doudna, phòng thí nghiệm của Charpentier cho thấy rằng Cas9 có thể được sử dụng để cắt bất kỳ chuỗi DNA nào mong muốn. Phương pháp mà họ phát triển liên quan đến sự kết hợp của Cas9 tạo ra các phân tử tổng hợp "RNA dẫn đường". RNA dẫn đường tổng hợp là một chimera của crRNA và tracrRNA; do đó, khám phá này đã chứng minh rằng công nghệ CRISPR-Cas9 có thể được sử dụng để chỉnh sửa bộ gen một cách tương đối dễ dàng. Các nhà nghiên cứu trên toàn thế giới đã sử dụng thành công phương pháp này để chỉnh sửa trình tự DNA của thực vật, động vật và phòng thí nghiệm nuôi cấy tế bào.
Năm 2013, Charpentier đồng sáng lập CRISPR Therapeutics cùng với Shaun Foy và Rodger Novak.

## Giải thưởng
Charpentier đã được trao tặng nhiều danh hiệu và giải thưởng và chứng nhận quốc tế, trong đó có giải thưởng Đột phá (Breakthrough Prize) trong Life Sciences, giải thưởng Louis-Jeantet cho Y học, giải thưởng Gruber Foundation quốc tế về Gen; giải Leibniz, giải thưởng nghiên cứu có uy tín nhất của Đức, Japan Prize và Giải thưởng Kavli về Khoa học nano. Cô đã giành được Giải thưởng Tiên phong Khám phá của Quỹ BBVA cùng với Jennifer Doudna và Francisco Mojica, công trình tiên phong của những người đã khơi dậy "cuộc cách mạng trong sinh học được cho phép bởi các kỹ thuật CRISPR / Cas 9". Những công cụ này tạo điều kiện thuận lợi cho việc chỉnh sửa bộ gen với mức độ chính xác chưa từng có, đồng thời rẻ và đơn giản hơn nhiều so với bất kỳ phương pháp nào trước đây. Không giống như các chương trình xử lý văn bản trực quan đơn giản hiện nay, CRISPR/Cas 9 có thể "chỉnh sửa" bộ gen bằng cách "cắt và dán" các trình tự DNA: một công nghệ hiệu quả và mạnh mẽ đến mức nó đã lan truyền như cháy rừng khắp các phòng thí nghiệm trên thế giới, giải thích rõ ràng "như một công cụ để hiểu chức năng gen và điều trị bệnh". Ngoài ra, vào năm 2015, tạp chí Time đã xếp Charpentier là một trong 100 người có ảnh hưởng nhất trên thế giới (cùng với Jennifer Doudna).